# Robert Lamoot
Robert Lamoot (Merchtem, 1911. március 18. – 1996.), belga válogatott labdarúgó.
A belga válogatott tagjaként részt vett az 1934-es világbajnokságon.

## Sikerei, díjai
Molenbeek
- Belga bajnok (2): 1936, 1937

## Külső hivatkozások
- Robert Lamoot – a FIFA adatbázisában